# Titan UA1200
Titan UA1200 je označení pro řadu pomocných raketových motorů na tuhé pohonné látky, vyráběných od poloviny 60. let 20. století společností United Technologies. Byly používány na některých variantách raket Titan a bývaly umístěny po stranách prvního stupně, který byl pro tyto účely vybaven nosníky pro upevnění a odhazovacím systémem. Každý motor měl pět segmentů, konstrukčně jsou velmi podobné Space Shuttle SRB. Byly vyráběny ve třech verzích, přičemž poslední verze UA1207 sloužila až do roku 1998, kdy byla serie UA1200 nahrazena vylepšenými USRM (Upgraded Solid Rocket Booster).

## Verze
- UA1205
  - Tah (vakuum): 5849,4 kN
  - Specifický impuls (vakuum): 2580 N.s/kg (263 sekund)
  - Doba zážehu: 115 sekund
  - Délka: 25,91 metru
  - Průměr: 3,05 metru
  - Hmotnost: 226 233 kg
- UA1206
  - Tah (vakuum): 6227 kN
  - Specifický impuls (vakuum): 2600 N.s/kg (265 sekund)
  - Doba zážehu: 114 sekund
  - Délka: 27,56 metru
  - Průměr: 3,05 metru
  - Hmotnost: 251 427 kg
- UA1207
  - Tah (vakuum): 7117 kN
  - Specifický impuls (vakuum): 2670 N.s/kg (272 sekund)
  - Doba zážehu: 120 sekund
  - Délka: 34,14 metru
  - Průměr: 3,05 metru
  - Hmotnost: 319 330 kg